# Autobús de trànsit ràpid

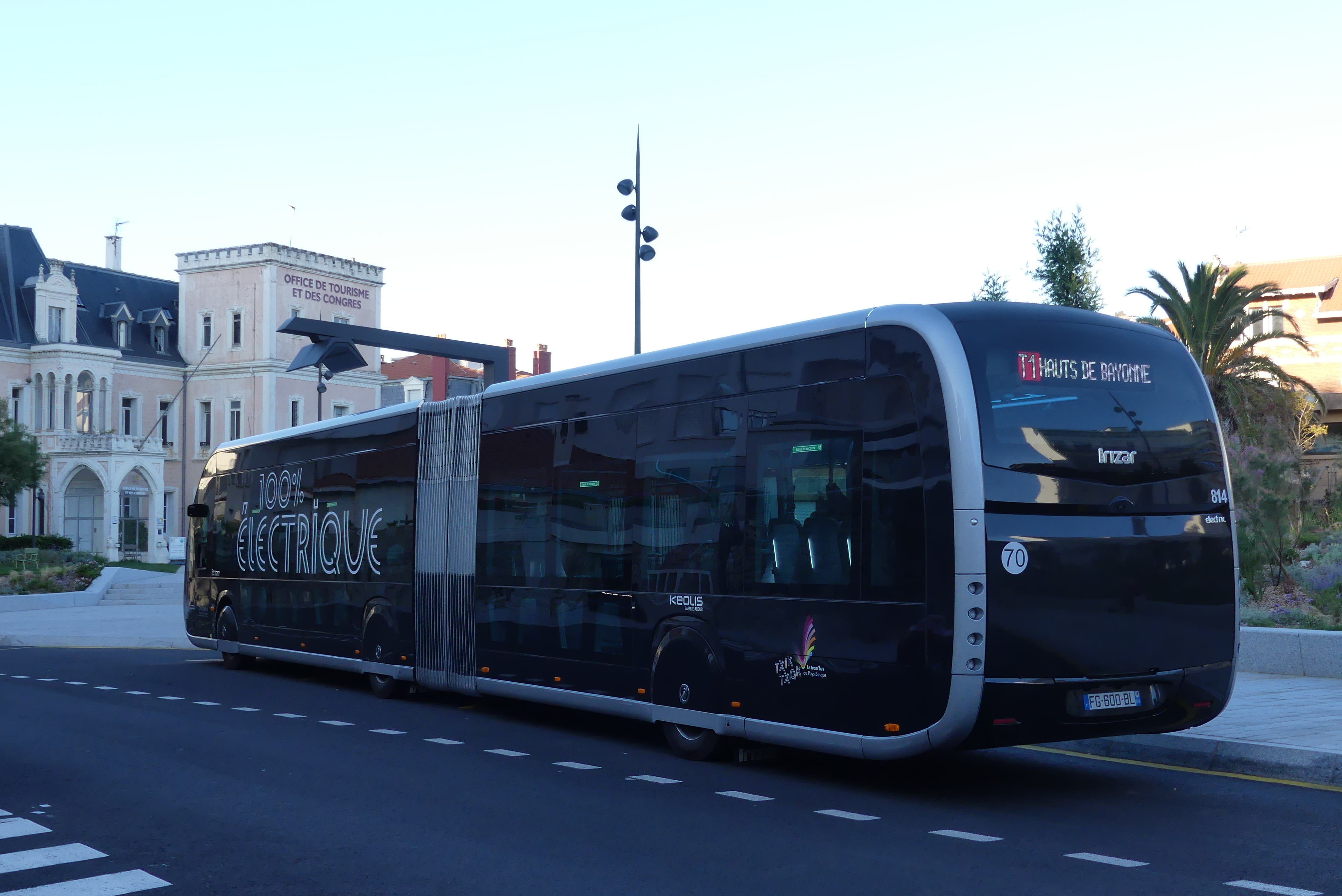
BRT de la xarxa Tram'Bus a Biàrritz (País Basc)

El sistema d'autobús de trànsit ràpid (en anglès, Bus Rapid Transit: BRT) també conegut com metrobús, autobús exprés o sistemes de transport ràpids, és un sistema de transport públic massiu basat en autobusos, dissenyat específicament amb serveis i infraestructures per a millorar el flux de passatgers. A vegades mal descrit com un "metro de superfície", el BRT té com a objectiu combinar la capacitat i la velocitat del tren lleuger o del metro, juntament amb la flexibilitat, menor cost i la simplicitat d'un sistema d'autobusos.
Els sistemes BRT es caracteritzen per transitar generalment per carrils exclusius en zones urbanes. Els carrils solen estar situats en el centre de la calçada. L'ingrés als busos sol fer-se a través d'estacions on prèviament paguen els passatgers en lloc de realitzar el pagament a l'interior dels busos. Aquestes estacions solen estar construïdes en plataformes a nivell amb el pis del bus per a reduir el temps d'embarcament i facilitar l'accessibilitat als busos, especialment de persones discapacitades o de mobilitat reduïda. Un altre component dels sistemes BRT és que sovint se'ls dona prioritat als busos del sistema en les interseccions.
El primer sistema BRT és la Xarxa Integrada de Transport en Curitiba, Brasil, que va entrar en servei en 1974, establint un nou format de transport, que va ser replicat en altres ciutats com el Troleibús de Quito (construït en 1994 amb troleibusos), i després pel TransMilenio a Bogotà, Colòmbia (obert en 2000). A partir de la dècada del 2000 els BRT van ser posteriorment implementats en moltes altres ciutats a tot el món.

## Història
El primer ús d'una via reservada per a autobusos va ser l'East Side Trolley Tunnel a Providence, Rhode Island. El 1948 es va convertir d'una línia de trolebús a una línia d'autobús. No obstant això, el primer sistema BRT del món va ser el Busway de Runcorn, Anglaterra. Concebut per primera vegada en el pla mestre de Runcorn New Town el 1966, es va obrir als serveis l'octubre de 1971 i els 22 quilòmetres ja estaven en funcionament el 1980. La ciutat va ser dissenyada al voltant d'aquest sistema de transport, amb la majoria dels residents a no més de cinc minuts caminant del BRT.
El segon sistema BRT del món va ser la Rede Integrada de Transporte (RIT, xarxa integrada de transport), implementada a Curitiba, Brasil, l'any 1974. Molts dels elements que s'han associat amb BRT van ser innovacions suggerides per primera vegada per Carlos Ceneviva, dins de l'equip de l'alcalde de Curitiba Jaime Lerner. Inicialment només es reservaven carrils d'autobusos al centre de les principals vies arterials, el 1980 el sistema de Curitiba va afegir una xarxa d'autobusos alimentadors i connexions entre zones, i el 1992 va introduir la recollida de tarifes fora de bord, estacions tancades i l'embarcament a nivell d'andana.
Als Estats Units, el BRT va començar el 1977, amb la South Busway de Pittsburgh, operant en 6,9 km de carrils exclusius. Després de l'obertura de la West Busway, de 8,2 quilòmetres de llarg l'any 2000, el sistema Busway de Pittsburgh té avui més de 30 quilòmetres de llarg i els autobusos operen amb preferència de pas i un servei de punta de tan sols dos minuts.
El sistema OC Transpo BRT a Ottawa, Canadà, es va introduir el 1983. El primer element del seu sistema BRT van ser els carrils bus reservats pel centre de la ciutat amb parades amb andanes. La introducció de vies d'autobús separades exclusives (anomenades 'Transitway') es va produir l'any 1983. El 1996, tot el sistema de Transitway de 31 km previst originalment estava en funcionament; es van obrir més expansions el 2009, 2011 i 2014. Des de 2019 la part central del Transitway s'ha convertit en tramvia a causa de la gran demanda que portava el sistema més enllà de la seva capacitat dissenyada.
A Bogotà, Colòmbia, es va inaugurar l'any 2000 un sistema BRT que va combinar els millors elements del BRT de Curitiba amb altres avenços del BRT, i va aconseguir el sistema BRT de major capacitat i velocitat del món.

## Característiques principals

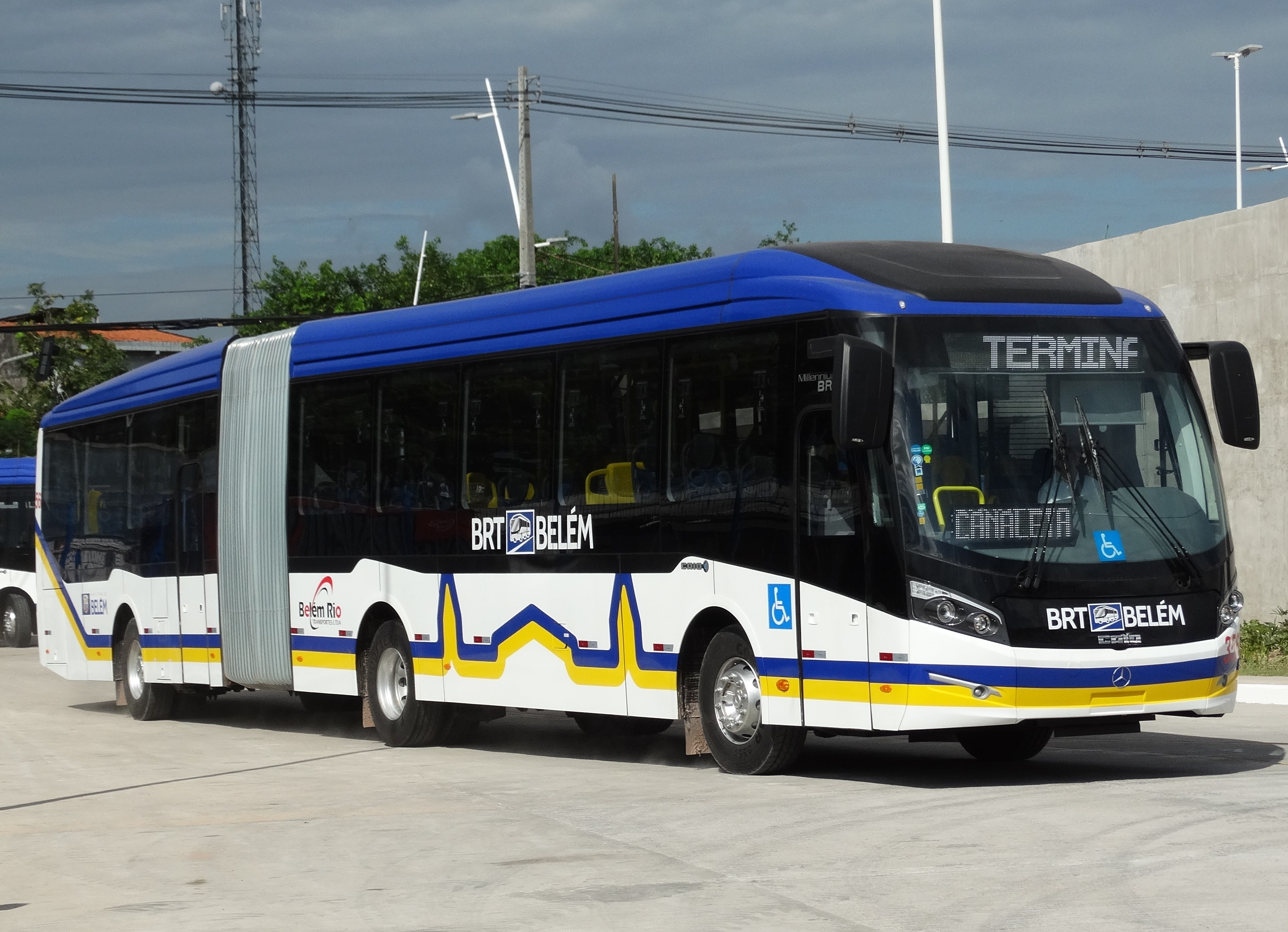

*Alguns sistemes poden no tenir totes les característiques

### Línies reservades
Els carrils només per a autobusos permeten viatjar més ràpid i garantir que els autobusos no es retardin per la congestió de trànsit mixt. Es poden utilitzar drets de pas separats, com ara el Xiamen BRT completament elevat. També es poden crear nusos de transport als centres de les ciutats.

### Pagament fora de l'autobús
El pagament de la tarifa a l'estació elimina el retard causat pels passatgers que paguen a bord. L'ús d'una targeta de pagament que s'ha de tocar breument amb un lector de targetes també és ràpid.

### Bus amb prioritat de pas
La prohibició de girs al trànsit pel carril bus redueix significativament les demores dels autobusos. Sovint es donarà prioritat a l'autobús a les interseccions senyalitzades per reduir els retards.

### Embarcament a nivell de plataforma
Les andanes de l'estació dels sistemes BRT han d'estar a nivell del terra de l'autobús per a un embarcament ràpid i fàcil, fent-lo totalment accessible per a cadires de rodes, passatgers amb discapacitat i cotxets de nadons, amb un mínim de retards.
Un compromís popular són els autobusos de pis baix amb un pas baix a la porta, que poden permetre l'embarcament fàcil a les parades de plataforma baixa compatibles amb altres autobusos. Aquest disseny intermedi es pot utilitzar amb alguns sistemes BRT de baixa o mitjana capacitat.

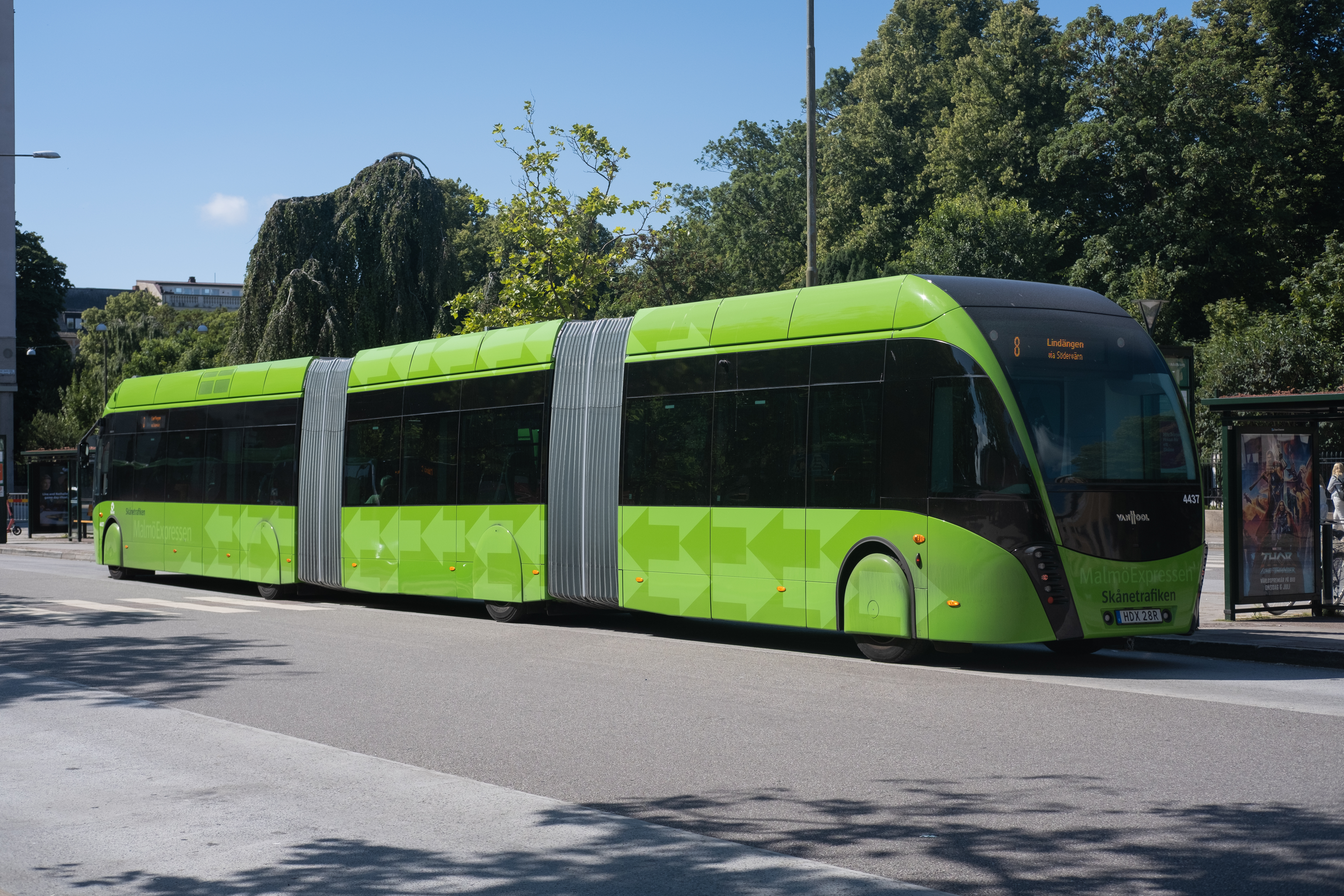
Autobus bi-articulat

## Altres característiques

### Vehicles d'alta capacitat
En línies de BRT on la demanda sigui especialment alta es poden operar amb busos articulats o biarticulats de fins a 300 passatgers de capacitat. Tot i que no és comú també ens podem trobar amb autobusos de dos pisos.

### Estacions d'alta qualitat
En algunes línies de BRT ens podem trobar amb estacions d'autobús que permeten l'ús simultani de dos o més autobusos. També tenen portes automàtiques a les andanes i servei d'altaveu i compra de tiquets.

### Túnels o estructures subterrànies
Seguint el mateix funcionament que el metro també hi ha línies de BRT que van per túnels amb tots els beneficis que suposa. Un problema que hi ha amb aquelles línies que utilitzen autobusos de combustió és la necessitat de ventilació dels túnels. Poc a poc els autobusos estan passant a ser autobusos elèctrics per a solucionar el problema.

## Raons per al seu ús
En comparació amb altres sistemes de transport com el tramvia el BRT és una opció menys costosa i requereix de menys infraestructura per a posar-ho en servei. Els autobusos també donen més flexibilitat alhora de crear noves línies i els conductors necessiten menys entrenament. A més els autobusos no estan tant limitats pel pendent i poden circular per carrers per on altres mitjans de transport no podrien.

## BRT Standard

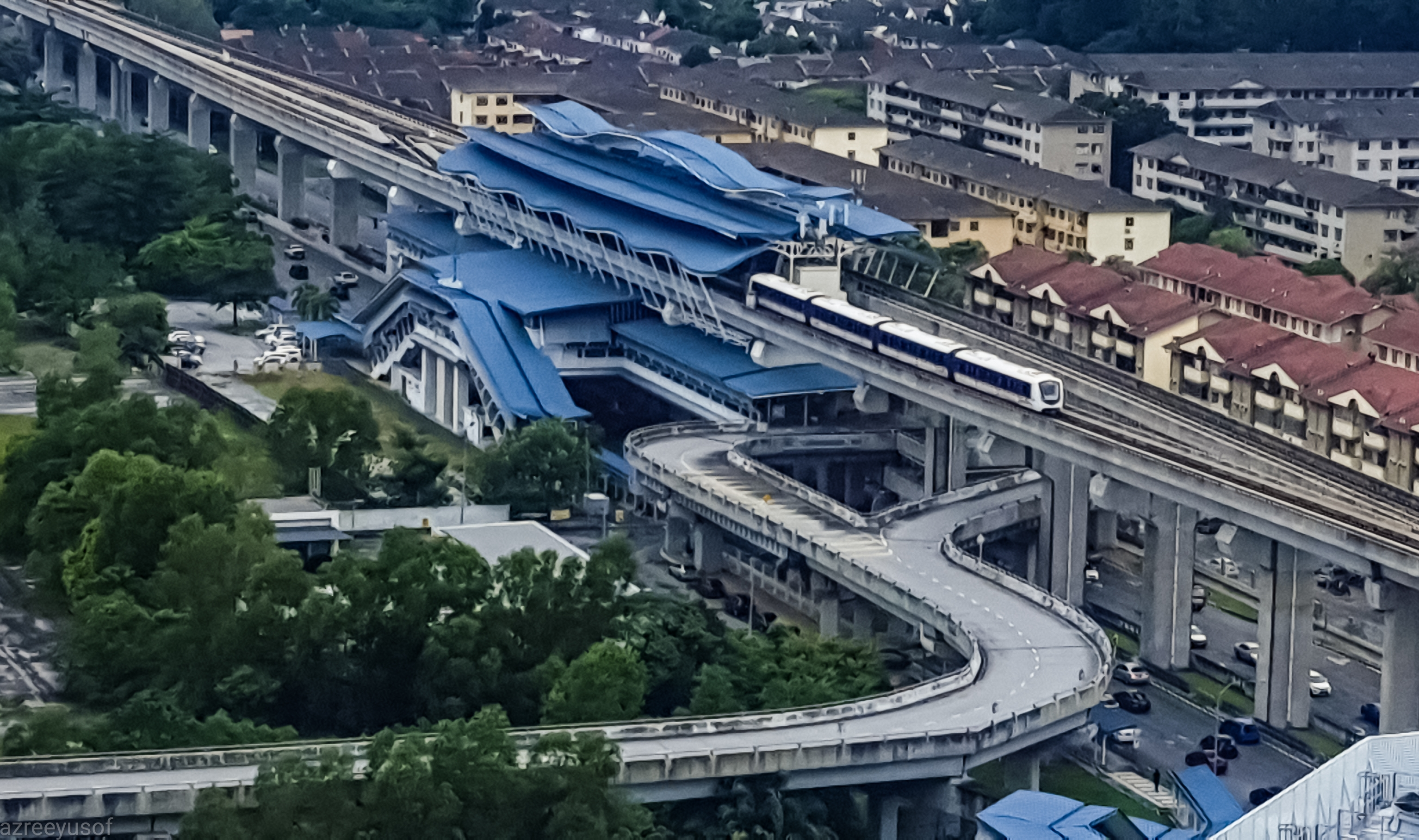
Línia USJ7 de BRT

Els Bus Rapid Transit tenen un sistema d'avaluació anomenat BRT Standardon s'avaluen els sistemes de BRT en funció de:
- La infraestructura
- El disseny de les estacions
- El plantejament del servei
- La comunicació
- L'accés i la integració

Aquest sistema d'avaluació és duta a terme per l'Institute for Transportation and Development Policy (ITDP) i s'assegura que els BRT compleixen amb els mínims requerits. Aquest estudi certifica els BRT com a Bàsic, Bronze, Plata o Or

### Puntuació
S'atorguen punts per aquells elements dels corredors BRT que milloren significativament el rendiment operatiu i la qualitat del servei. Per a cada element identificat a l'estàndard BRT, s'assigna un valor de punt. Aleshores, un corredor BRT determinat es valora en funció dels punts acumulats de tots els punts en estudi.
L'estàndard BRT va crear una "definició mínima" per als sistemes BRT. Per qualificar com a BRT, un corredor ha de:
- tenir almenys 3 km de longitud
- puntuar almenys 4 punts per l'alineació de la via d'autobusos
- puntuar almenys 4 punts per via reservada
- tenir una puntuació igual o superior a 20/38 en els elements bàsics del BRT.

Els conceptes bàsics de BRT, tal com es descriuen a la secció anterior, tenen les següents puntuacions màximes: Conceptes bàsics de BRT [38 punts]
- Prioritat de pas (8 punts)
- Alineació de bus (8 punts)
- Recollida de tarifes fora de bord (8 punts)
- Tractaments d'intersecció (7 punts)
- Embarcament a nivell de plataforma (7 punts)

A més dels conceptes bàsics de BRT, es puntuen cinc categories addicionals d'elements de disseny i planificació de BRT. Aquestes categories i elements tenen les següents puntuacions màximes: 
Planificació del servei — [19 punts en total]
- Múltiples rutes (4 punts)
- Serveis diversos: exprés, amb parades limitades i locals (3 punts)
- Centre de control (3 punts)
- Perfil de demanda optimitzat (3 punts)
- Connexions de xarxa multicorredor (2 punts)
- Horari d'obertura inclòs la nit i els caps de setmana (2 punts)

Infraestructura — [13 punts en total]
- Pas de carrils a les estacions (3 punts)
- Minimització de les emissions d'escapament dels vehicles (3 punts)
- Estació enrere de les interseccions (3 punts)
- Estacions centrals (2 punts)
- Qualitat del paviment (2 punts)

Disseny de l'estació i interfície estació-autobús — [10 punts en total]
- Estacions segures i còmodes (3 punts)
- Nombre de portes a l'autobús (3 punts)
- Acoblaments i subparades a estacions d'alta demanda per millorar el flux d'autobusos (1 punt)
- Distàncies raonables entre estacions (2 punts)
- Portes corredisses a les estacions de BRT (1 punt)

Comunicacions — [5 punts en total]
- Marca (3 punts)
- Informació del passatger (2 punts)

Integració i accés — [15 punts en total]
- Integració amb altres transports públics (3 punts)
- Aparcament de bicicletes segur (2 punts)
- Carrils bici (2 punts)
- Integració de la bicicleta compartida (1 punt)
- Accés i seguretat per als vianants (3 punts)
- Accessibilitat universal (3 punts)

Un cop qualificat com a BRT bàsic, un corredor pot guanyar fins a 100 punts. Quan s'hagi completat la puntuació dels elements estudiats es poden restar punts de la puntuació total per tenir en compte les debilitats operatives. Aquestes deduccions impedeixen atorgar un reconeixement d'alta qualitat als corredors BRT que tenen problemes significatius d'operació, gestió o rendiment. Els elements de deducció d'operacions (fins a un total de 63 punts) inclouen la següent deducció màxima:
- Velocitats comercials baixes (-10 punts)
- Màxim de passatgers per hora i direcció per sota de 1.000 (-5 punts)
- Falta d'execució del dret de pas (-5 punts)
- Desnivell important entre el sòl de l'autobús i l'andana de l'estació (-5 punts)
- Amuntegament (-5 punts)
- Infraestructura mal cuidada, incloses vies d'autobusos, autobusos, estacions i sistemes tecnològics (-14 punts)
- Freqüència de pic baixa (-3 punts)
- Permetre l'ús insegur de la bicicleta (-2 punts)
- Manca de dades de seguretat del trànsit (-2 punts)
- Autobusos paral·lels al corredor BRT (-6 punts)
- Agrupament d'autobusos (-4 punts)

El BRT Standard atorga als sistemes amb una puntuació d'entre 85-100 la categoria Or, entre 70-84 Plata i 55-69 Bronze. Molts passadissos d'autobusos amb alguns aspectes semblants a BRT no es poden qualificar com a tal. Els passadissos que no compleixen els estàndards mínims de BRT estan classificats per l'ITDP com a "No BRT".

### Classificació
| Versió BRT Standard | País          | Ciutat              | Sistema                              | Línia                                                 | Longitud de línia (km) | Any de puntuació | Puntuació total | Classificació | BRT Basics | Carril reservat | Alineació de l'autobús | Recollida de tarifa fora bord | Tractaments a les interseccions | Embarcament a nivell de plataforma |
| ------------------- | ------------- | ------------------- | ------------------------------------ | ----------------------------------------------------- | ---------------------- | ---------------- | --------------- | ------------- | ---------- | --------------- | ---------------------- | ----------------------------- | ------------------------------- | ---------------------------------- |
| 2014                | Argentina     | Buenos Aires        | Metrobus                             | 9 de Julio                                            | 3.5                    | 2014             | 70.0            | Plata         | 28         | 8.0             | 8.0                    | 0.0                           | 6.0                             | 6.0                                |
| 2013                | Argentina     | Buenos Aires        | Metrobus                             | Juan B Justo                                          | 12.5                   | 2013             | 61.0            | Bronze        | 23         | 7.0             | 7.0                    | 0.0                           | 5.0                             | 4.0                                |
| 2013                | Austràlia     | Brisbane            | Sense nom                            | South East Busway                                     | 16.5                   | 2013             | 77.0            | Plata         | 23         | 7.0             | 7.0                    | 0.0                           | 6.0                             | 3.0                                |
| 2014                | Brasil        | Belo Horizonte      | MOVE                                 | MOVE - Antônio Carlos                                 | 16.0                   | 2015             | 79.0            | Plata         | 37         | 7.0             | 8.0                    | 8.0                           | 7.0                             | 7.0                                |
| 2014                | Brasil        | Belo Horizonte      | MOVE                                 | MOVE - Cristiano Machado                              | 7.1                    | 2014             | 86.0            | Or            | 36         | 8.0             | 8.0                    | 8.0                           | 5.0                             | 7.0                                |
| 2014                | Brasil        | Brasília            | Expresso DF                          | Expresso DF Sul                                       | 36.2                   | 2015             | 59.0            | Bronze        | 30         | 6.0             | 6.0                    | 7.0                           | 7.0                             | 4.0                                |
| 2013                | Brasil        | Curitiba            | Rede Integrada de Transporte (RIT)   | Boqueirão                                             | 10.3                   | 2013             | 82.0            | Plata         | 33         | 7.0             | 7.0                    | 7.0                           | 6.0                             | 6.0                                |
| 2013                | Brasil        | Curitiba            | Rede Integrada de Transporte (RIT)   | Circular Sul                                          | 14.5                   | 2013             | 82.0            | Plata         | 33         | 7.0             | 7.0                    | 7.0                           | 6.0                             | 6.0                                |
| 2013                | Brasil        | Curitiba            | Rede Integrada de Transporte (RIT)   | Leste                                                 | 12.4                   | 2013             | 82.0            | Plata         | 33         | 7.0             | 7.0                    | 7.0                           | 6.0                             | 6.0                                |
| 2013                | Brasil        | Curitiba            | Rede Integrada de Transporte (RIT)   | Linha Verde                                           | 7.0                    | 2013             | 92.0            | Or            | 33         | 7.0             | 7.0                    | 7.0                           | 6.0                             | 6.0                                |
| 2013                | Brasil        | Curitiba            | Rede Integrada de Transporte (RIT)   | Norte                                                 | 8.9                    | 2013             | 82.0            | Plata         | 33         | 7.0             | 7.0                    | 7.0                           | 6.0                             | 6.0                                |
| 2013                | Brasil        | Curitiba            | Rede Integrada de Transporte (RIT)   | Oeste                                                 | 10.4                   | 2013             | 82.0            | Plata         | 33         | 7.0             | 7.0                    | 7.0                           | 6.0                             | 6.0                                |
| 2013                | Brasil        | Curitiba            | Rede Integrada de Transporte (RIT)   | Sul                                                   | 10.6                   | 2013             | 82.0            | Plata         | 33         | 7.0             | 7.0                    | 7.0                           | 6.0                             | 6.0                                |
| 2014                | Brasil        | Goiânia             | Sense nom                            | Eixo Anhanguera                                       | 13.5                   | 2015             | 56.0            | Bronze        | 35         | 8.0             | 8.0                    | 8.0                           | 7.0                             | 4.0                                |
| 2016                | Brasil        | Recife              | Via Livre                            | Via Livre Leste/Oeste                                 | 8.2                    | 2017             | 52.0            | BRT Bàsic     | 33         | 4.0             | 8.0                    | 8.0                           | 6.3                             | 7.0                                |
| 2016                | Brasil        | Recife              | Via Livre                            | Via Livre Norte/Sul                                   | 22.8                   | 2017             | 64.3            | Bronze        | 38         | 7.8             | 8.0                    | 8.0                           | 7.0                             | 7.0                                |
| 2014                | Brasil        | Rio de Janeiro      | BRT Rio                              | TransCarioca                                          | 39.0                   | 2014             | 86.0            | Or            | 38         | 8.0             | 8.0                    | 8.0                           | 7.0                             | 7.0                                |
| 2013                | Brasil        | Rio de Janeiro      | BRT Rio                              | TransOeste                                            | 52.0                   | 2013             | 88.0            | Or            | 33         | 7.0             | 7.0                    | 7.0                           | 6.0                             | 6.0                                |
| 2014                | Brasil        | Rio de Janeiro      | BRT Rio                              | TransOeste                                            | 52.0                   | 2014             | 77.0            | Plata         | 38         | 8.0             | 8.0                    | 8.0                           | 7.0                             | 7.0                                |
| 2016                | Brasil        | Rio de Janeiro      | BRT Rio                              | TransOlimpica                                         | 23.0                   | 2017             | 74.7            | Plata         | 38         | 8.0             | 8.0                    | 8.0                           | 7.0                             | 7.0                                |
| 2013                | Brasil        | São Paulo           | Sense nom                            | Expresso Tiradentes (Eixo Sudeste)                    | 12.0                   | 2013             | 80.0            | Plata         | 33         | 7.0             | 7.0                    | 7.0                           | 6.0                             | 6.0                                |
| 2013                | Brasil        | São Paulo           | Corredor Metropolitano ABD           | ABD Diadema                                           | 33.0                   | 2013             | 60.0            | Bronze        | 20         | 7.0             | 7.0                    | 1.0                           | 5.0                             | 0.0                                |
| 2014                | Brasil        | São Paulo           | Corredor Metropolitano ABD           | ABD Extensão Morumbi                                  | 10.8                   | 2015             | 47.0            | BRT Bàsic     | 20         | 5.0             | 8.0                    | 0.0                           | 7.0                             | 0.0                                |
| 2016                | Brasil        | Uberaba             | VETOR                                | VETOR Leste-Oeste                                     | 5.1                    | 2016             | 72.4            | Plata         | 38         | 8.0             | 8.0                    | 8.0                           | 7.0                             | 7.0                                |
| 2014                | Brasil        | Uberlàndia          | Sense nom                            | Corredor Estrutural Sudeste (Av. João Naves de Ávila) | 7.5                    | 2015             | 70.0            | Plata         | 28         | 5.0             | 8.0                    | 8.0                           | 7.0                             | 0.0                                |
| 2013                | Canadà        | Ottawa, ON          | Transitway                           | (All corridors)                                       | 30.0                   | 2013             | 64.0            | Bronze        | 20         | 7.0             | 7.0                    | 0.0                           | 6.0                             | 0.0                                |
| 2016                | Canadà        | York, Ontario       | Viva                                 | Highway 7 Corridor                                    | 10.3                   | 2019             | 64.1            | Bronze        | 24         | 6.2             | 7.9                    | 8.0                           | 2.0                             | 0.0                                |
| 2014                | Xile          | Santiago de Xile    | Transantiago                         | Avenida Grecia                                        | 10.0                   | 2014             | 56.0            | Bronze        | 21         | 7.0             | 8.0                    | 0.0                           | 6.0                             | 0.0                                |
| 2014                | Xile          | Santiago de Xile    | Transantiago                         | Avenidas Las Industrias - Seirra Bella/Carmen         | 9.2                    | 2014             | 57.0            | Bronze        | 22         | 8.0             | 8.0                    | 0.0                           | 6.0                             | 0.0                                |
| 2014                | Xile          | Santiago de Xile    | Transantiago                         | Pedro Aguirre Cerda - Exposicion/Bascunan Guerrero    | 11.5                   | 2014             | 57.0            | Bronze        | 22         | 8.0             | 8.0                    | 0.0                           | 6.0                             | 0.0                                |
| 2014                | Xile          | Santiago de Xile    | Transantiago                         | Santa Rosa Norte                                      | 7.2                    | 2014             | 57.0            | Bronze        | 22         | 8.0             | 8.0                    | 0.0                           | 6.0                             | 0.0                                |
| 2014                | Xile          | Santiago de Xile    | Transantiago                         | Santa Rosa Sur                                        | 8.5                    | 2014             | 57.0            | Bronze        | 22         | 8.0             | 8.0                    | 0.0                           | 6.0                             | 0.0                                |
| 2013                | Xina          | Beijing             | Beijing BRT                          | Entire Network                                        | 59.0                   | 2013             | 57.0            | Bronze        | 20         | 4.0             | 4.0                    | 6.0                           | 0.0                             | 6.0                                |
| 2014                | Xina          | Changde             | Changde BRT                          | Changde Dadao                                         | 18.9                   | 2014             | 53.0            | BRT Bàsic     | 27         | 8.0             | 8.0                    | 4.0                           | 0.0                             | 7.0                                |
| 2014                | Xina          | Chengdu             | Chengdu BRT                          | Erhuan Lu                                             | 28.8                   | 2014             | 72.0            | Plata         | 38         | 8.0             | 8.0                    | 8.0                           | 7.0                             | 7.0                                |
| 2013                | Xina          | Changzhou           | Changzhou BRT                        | Entire Network                                        | 51.9                   | 2013             | 68.0            | Bronze        | 27         | 7.0             | 7.0                    | 7.0                           | 0.0                             | 6.0                                |
| 2014                | Xina          | Dalian              | Dalian BRT                           | Zhangqian Lu - Songjiang Lu - Huabei Lu - Xi'an Lu    | 9.0                    | 2014             | 51.0            | BRT Bàsic     | 27         | 5.0             | 7.0                    | 8.0                           | 0.0                             | 7.0                                |
| 2013                | Xina          | Guangzhou           | Guangzhou BRT                        | Zhongshan Avenue                                      | 22.5                   | 2013             | 91.0            | Or            | 33         | 7.0             | 7.0                    | 7.0                           | 6.0                             | 6.0                                |
| 2014                | Xina          | Hefei               | Hefei BRT                            | Hefei Line 1 (Changjiang)                             | 7.2                    | 2014             | 52.0            | BRT Bàsic     | 20         | 4.0             | 8.0                    | 8.0                           | 0.0                             | 0.0                                |
| 2014                | Xina          | Jinan               | Jinan BRT                            | B7 corridor Xierhuan                                  | 7.1                    | 2014             | 60.0            | Bronze        | 31         | 8.0             | 8.0                    | 8.0                           | 0.0                             | 7.0                                |
| 2013                | Xina          | Jinan               | Jinan BRT                            | Beiyuan dajie                                         | 15.0                   | 2013             | 67.0            | Bronze        | 25         | 7.0             | 7.0                    | 7.0                           | 0.0                             | 4.0                                |
| 2013                | Xina          | Jinan               | Jinan BRT                            | Erhuandonglu                                          | 8.0                    | 2013             | 67.0            | Bronze        | 25         | 7.0             | 7.0                    | 7.0                           | 0.0                             | 4.0                                |
| 2013                | Xina          | Jinan               | Jinan BRT                            | Gongyebeilu-Aotizonglu Line 6                         | 6.6                    | 2013             | 67.0            | Bronze        | 25         | 7.0             | 7.0                    | 7.0                           | 0.0                             | 4.0                                |
| 2013                | Xina          | Jinan               | Jinan BRT                            | Lishan Lu                                             | 4.8                    | 2013             | 67.0            | Bronze        | 25         | 7.0             | 7.0                    | 7.0                           | 0.0                             | 4.0                                |
| 2013                | Xina          | Lanzhou             | Lanzhou BRT                          | Anning Lu                                             | 8.6                    | 2013             | 84.0            | Plata         | 32         | 7.0             | 7.0                    | 7.0                           | 5.0                             | 6.0                                |
| 2014                | Xina          | Lianyungang         | Lianyungang BRT                      | Xingfu-Hailian-Xingangcheng-Gangcheng                 | 32.0                   | 2014             | 61.0            | Bronze        | 31         | 8.0             | 8.0                    | 8.0                           | 0.0                             | 7.0                                |
| 2014                | Xina          | Ürümchi             | Urumuqi BRT                          | Corridor 1 (Beijinglu-Xibeilu-Yangzijianglu)          | 15.5                   | 2014             | 60.0            | Bronze        | 31         | 8.0             | 8.0                    | 8.0                           | 0.0                             | 7.0                                |
| 2014                | Xina          | Xiamen              | Xiamen BRT                           |                                                       | 51.0                   | 2014             | 74.0            | Plata         | 38         | 8.0             | 8.0                    | 8.0                           | 7.0                             | 7.0                                |
| 2014                | Xina          | Yancheng            | Yancheng BRT                         | Kaifang Dadao - Jiefang Nanlu                         | 16.0                   | 2014             | 55.0            | Bronze        | 31         | 8.0             | 8.0                    | 8.0                           | 0.0                             | 7.0                                |
| 2014                | Xina          | Yichang             | Yichang BRT                          | Yixing Ave-Dongshan Ave-Jucheng Rd                    | 23.0                   | 2015             | 85.0            | Or            | 37         | 8.0             | 8.0                    | 8.0                           | 6.0                             | 7.0                                |
| 2014                | Xina          | Yinchuan            | Yinchuan BRT                         | Huanghe East-Nanxun-Qinghe                            | 17.0                   | 2014             | 56.0            | Bronze        | 29         | 8.0             | 8.0                    | 8.0                           | 0.0                             | 5.0                                |
| 2014                | Xina          | Zaozhuang           | Zaozhuang BRT                        | B1                                                    | 33.5                   | 2014             | 57.0            | Bronze        | 25         | 8.0             | 5.0                    | 5.0                           | 0.0                             | 7.0                                |
| 2014                | Xina          | Zaozhuang           | Zaozhuang BRT                        | B3                                                    | 32.2                   | 2014             | 49.0            | BRT Bàsic     | 31         | 8.0             | 8.0                    | 8.0                           | 0.0                             | 7.0                                |
| 2014                | Xina          | Zaozhuang           | Zaozhuang BRT                        | B5                                                    | 18.5                   | 2014             | 50.0            | BRT Bàsic     | 31         | 8.0             | 8.0                    | 8.0                           | 0.0                             | 7.0                                |
| 2014                | Xina          | Zhengzhou           | Zhengzhou BRT                        |                                                       | 30.5                   | 2014             | 59.0            | Bronze        | 31         | 8.0             | 8.0                    | 8.0                           | 0.0                             | 7.0                                |
| 2014                | Xina          | Zhongshan           | Zhongshan BRT                        | Zhongshan 2nd-5th Rd - Jiangling Rd                   | 13.0                   | 2014             | 62.0            | Bronze        | 31         | 8.0             | 8.0                    | 8.0                           | 0.0                             | 7.0                                |
| 2013                | Colòmbia      | Barranquilla        | Transmetro                           | (no name)                                             | 13.2                   | 2013             | 77.0            | Plata         | 32         | 7.0             | 7.0                    | 7.0                           | 5.0                             | 6.0                                |
| 2013                | Colòmbia      | Bogotà              | TransMilenio                         | Americas                                              | 12.7                   | 2013             | 88.0            | Or            | 32         | 7.0             | 7.0                    | 7.0                           | 5.0                             | 6.0                                |
| 2013                | Colòmbia      | Bogotà              | TransMilenio                         | Autonorte                                             | 11.6                   | 2013             | 83.0            | Plata         | 32         | 7.0             | 7.0                    | 7.0                           | 5.0                             | 6.0                                |
| 2013                | Colòmbia      | Bogotà              | TransMilenio                         | Calle 80                                              | 7.5                    | 2013             | 86.0            | Or            | 33         | 7.0             | 7.0                    | 7.0                           | 6.0                             | 6.0                                |
| 2013                | Colòmbia      | Bogotà              | TransMilenio                         | Caracas                                               | 7.3                    | 2013             | 83.0            | Plata         | 32         | 7.0             | 7.0                    | 7.0                           | 5.0                             | 6.0                                |
| 2013                | Colòmbia      | Bogotà              | TransMilenio                         | El Dorado                                             | 10.8                   | 2013             | 86.0            | Or            | 33         | 7.0             | 7.0                    | 7.0                           | 6.0                             | 6.0                                |
| 2013                | Colòmbia      | Bogotà              | TransMilenio                         | NQS                                                   | 8.6                    | 2013             | 89.0            | Or            | 33         | 7.0             | 7.0                    | 7.0                           | 6.0                             | 6.0                                |
| 2013                | Colòmbia      | Bogotà              | TransMilenio                         | Suba                                                  | 9.6                    | 2013             | 89.0            | Or            | 33         | 7.0             | 7.0                    | 7.0                           | 6.0                             | 6.0                                |
| 2016                | Colòmbia      | Bucaramanga         | Metrolinea                           | Lagos - Quebradaseca                                  | 7.5                    | 2018             | 74.5            | Plata         | 38         | 8.0             | 8.0                    | 8.0                           | 6.5                             | 7.0                                |
| 2013                | Colòmbia      | Cali                | MIO                                  | 1st phase (all corridors)                             | 39.0                   | 2013             | 82.0            | Plata         | 33         | 7.0             | 7.0                    | 7.0                           | 6.0                             | 6.0                                |
| 2016                | Colòmbia      | Cartegena           |                                      | Transcaribe                                           | 10.5                   | 2017             | 80.7            | Plata         | 37         | 7.7             | 8.0                    | 8.0                           | 6.5                             | 7.0                                |
| 2013                | Colòmbia      | Medellin            | Metroplús                            | (no corridor name)                                    | 12.5                   | 2013             | 85.0            | Or            | 32         | 7.0             | 7.0                    | 7.0                           | 5.0                             | 6.0                                |
| 2013                | Colòmbia      | Pereira             | Megabús                              | (no corridor name)                                    | 19.2                   | 2013             | 77.0            | Plata         | 33         | 7.0             | 7.0                    | 7.0                           | 6.0                             | 6.0                                |
| 2013                | Ecuador       | Guayaquil           | Metrovia                             | Troncal 1: Guasmo-Río Daule                           | 13.9                   | 2013             | 68.0            | Bronze        | 32         | 6.0             | 7.0                    | 7.0                           | 6.0                             | 6.0                                |
| 2013                | Ecuador       | Guayaquil           | Metrovia                             | Troncal 3: Bastion-Centro                             | 16.5                   | 2013             | 67.0            | Bronze        | 32         | 6.0             | 7.0                    | 7.0                           | 6.0                             | 6.0                                |
| 2014                | Ecuador       | Quito               | Metrobus                             | Corredor sur occidental                               | 13.4                   | 2014             | 62.0            | Bronze        | 32         | 5.0             | 7.0                    | 7.0                           | 6.0                             | 7.0                                |
| 2013                | Ecuador       | Quito               | Metrobus-Q                           | Trolebus, Central-Norte and Ecovia                    | 65.4                   | 2013             | 74.0            | Plata         | 29         | 7.0             | 4.0                    | 7.0                           | 5.0                             | 6.0                                |
| 2014                | Ecuador       | Quito               | Metrobus                             | Corredor sur oriental                                 | 11.1                   | 2014             | 66.0            | Bronze        | 31         | 6.0             | 5.0                    | 7.0                           | 6.0                             | 7.0                                |
| 2014                | França        | Île-de-France       | Trans-Val-de-Marne (TVM)             | TVM (Antony-La Croix de Berny - Saint-Maur-Créteil    | 16.2                   | 2014             | 71.0            | Plata         | 28         | 8.0             | 8.0                    | 7.0                           | 5.0                             | 0.0                                |
| 2013                | França        | Nantes              | Nantes Busway                        | Line 4                                                | 6.9                    | 2012             | 69.0            | Bronze        | 28         | 7.0             | 7.0                    | 6.0                           | 4.0                             | 4.0                                |
| 2013                | França        | Roan                | TEOR (Transport Est-Ouest Rouennais) | (All Corridors)                                       | 13.0                   | 2013             | 73.0            | Plata         | 32         | 7.0             | 7.0                    | 6.0                           | 6.0                             | 6.0                                |
| 2014                | Guatemala     | Ciutat de Guatemala | Transmetro                           | Eje Sur                                               | 13.0                   | 2014             | 85.0            | Or            | 37         | 8.0             | 8.0                    | 8.0                           | 6.0                             | 7.0                                |
| 2014                | Guatemala     | Ciutat de Guatemala | Transmetro                           | Eje Central                                           | 11.7                   | 2014             | 73.0            | Plata         | 34         | 8.0             | 5.0                    | 8.0                           | 6.0                             | 7.0                                |
| 2013                | Índia         | Ahmedabad           | Janmarg                              | Narol-Naroda                                          | 13.2                   | 2013             | 72.0            | Plata         | 31         | 7.0             | 7.0                    | 7.0                           | 4.0                             | 6.0                                |
| 2013                | Índia         | Ahmedabad           | Janmarg                              | RTO-Maninagar                                         | 21.5                   | 2013             | 68.0            | Bronze        | 31         | 7.0             | 7.0                    | 7.0                           | 4.0                             | 6.0                                |
| 2014                | Índia         | Ahmedabad           | Janmarg                              | Sola-AEC                                              | 3.1                    | 2014             | 65.0            | Bronze        | 35         | 8.0             | 8.0                    | 8.0                           | 4.0                             | 7.0                                |
| 2013                | Índia         | Delhi               | Delhi BRTS (closed)                  | Moolchand-Ambedkar Nagar (closed)                     | 5.8                    | 2013             | 30.0            | BRT Bàsic     | 18         | 7.0             | 7.0                    | 0.0                           | 0.0                             | 4.0                                |
| 2016                | Índia         | Indore              | iBus                                 | iBus Trunk Corridor                                   | 11.5                   | 2017             | 67.7            | Bronze        | 32         | 7.8             | 7.8                    | 8.0                           | 1.0                             | 7.0                                |
| 2016                | Índia         | Pimpri-Chinchwad    | Rainbow BRTS                         | Corridor 2                                            | 14.5                   | 2017             | 43.0            | BRT Bàsic     | 23         | 8.0             | 8.0                    | 0.0                           | 0.0                             | 7.0                                |
| 2014                | Índia         | Surat               | Sitilink                             | Udhna - Sachin GIDC                                   | 10.0                   | 2014             | 58.0            | Bronze        | 35         | 7.0             | 8.0                    | 8.0                           | 5.0                             | 7.0                                |
| 2013                | Indonesia     | Jakarta             | TransJakarta                         | Corridor 1                                            | 12.9                   | 2013             | 61.0            | Bronze        | 30         | 7.0             | 7.0                    | 7.0                           | 3.0                             | 6.0                                |
| 2014                | Indonesia     | Jakarta             | Transjakarta                         | Corridor 1                                            | 12.9                   | 2014             | 71.0            | Plata         | 37         | 8.0             | 8.0                    | 8.0                           | 6.0                             | 7.0                                |
| 2013                | Mèxic         | Guadalajara         | Macrobus                             | Línea 1                                               | 16.0                   | 2013             | 93.0            | Or            | 33         | 7.0             | 7.0                    | 7.0                           | 6.0                             | 6.0                                |
| 2013                | Mèxic         | Ciutat de Mèxic     | Metrobus                             | Line 1                                                | 27.4                   | 2013             | 73.0            | Plata         | 32         | 7.0             | 7.0                    | 7.0                           | 5.0                             | 6.0                                |
| 2013                | Mèxic         | Ciutat de Mèxic     | Metrobus                             | Line 2                                                | 20.0                   | 2013             | 75.0            | Plata         | 29         | 7.0             | 5.0                    | 7.0                           | 4.0                             | 6.0                                |
| 2013                | Mèxic         | Ciutat de Mèxic     | Metrobus                             | Line 3                                                | 17.0                   | 2013             | 78.0            | Plata         | 31         | 7.0             | 7.0                    | 7.0                           | 4.0                             | 6.0                                |
| 2013                | Mèxic         | Ciutat de Mèxic     | Metrobus                             | Line 4                                                | 28.0                   | 2013             | 55.0            | Bronze        | 20         | 6.0             | 5.0                    | 0.0                           | 3.0                             | 6.0                                |
| 2013                | Mèxic         | Ciutat de Mèxic     | Mexibus                              | Line 1                                                | 16.0                   | 2013             | 83.0            | Plata         | 33         | 7.0             | 7.0                    | 7.0                           | 6.0                             | 6.0                                |
| 2014                | Mèxic         | Ciutat de Mèxic     | Metrobus                             | L5 Río de los Remedios - San Lazaro                   | 10.0                   | 2014             | 82.0            | Plata         | 38         | 8.0             | 8.0                    | 8.0                           | 7.0                             | 7.0                                |
| 2014                | Mèxic         | Ciutat de Mèxic     | Mexibus                              | L3 Pantitlán-Chimalhuacan                             | 14.5                   | 2014             | 72.0            | Plata         | 37         | 8.0             | 8.0                    | 8.0                           | 6.0                             | 7.0                                |
| 2014                | Mèxic         | Monterrey           | Ecovia                               | Lincoln-Ruiz Cortines                                 | 30.0                   | 2014             | 75.0            | Plata         | 37         | 8.0             | 8.0                    | 8.0                           | 6.0                             | 7.0                                |
| 2014                | Mèxic         | Puebla              | RUTA                                 | Linea 1: Chachapa -Tlaxcalancingo                     | 18.5                   | 2014             | 69.0            | Bronze        | 37         | 8.0             | 8.0                    | 8.0                           | 6.0                             | 7.0                                |
| 2014                | Pakistan      | Islamabad-Pindi     | Metro Bus                            | Twin Cities                                           | 22.5                   | 2015             | 64.0            | Bronze        | 35         | 8.0             | 8.0                    | 8.0                           | 7.0                             | 4.0                                |
| 2014                | Pakistan      | Lahore              | Metro Bus                            | Green Line                                            | 27.0                   | 2015             | 52.0            | BRT Bàsic     | 32         | 8.0             | 8.0                    | 8.0                           | 4.0                             | 4.0                                |
| 2016                | Pakistan      | Peshawar            | Zu Peshawar                          | Chamkani-Hayatabad                                    | 27.0                   | 2021             | 97.0            | Or            | 38         | 8.0             | 8.0                    | 8.0                           | 7.0                             | 7.0                                |
| 2013                | Perú          | Lima                | El Metropolitano                     | (only 1 line)                                         | 26.6                   | 2013             | 88.0            | Or            | 32         | 7.0             | 7.0                    | 7.0                           | 5.0                             | 6.0                                |
| 2013                | Sud Àfrica    | Cape Town           | MyCiTi                               | Phase 1A                                              | 17.0                   | 2013             | 62.6            | Bronze        | 27         | 7.0             | 6.6                    | 7.0                           | 0.0                             | 6.0                                |
| 2013                | Sud Àfrica    | Johannesburg        | Rea Vaya                             | Phase IA                                              | 25.5                   | 2013             | 75.3            | Plata         | 31         | 7.0             | 6.3                    | 7.0                           | 5.0                             | 6.0                                |
| 2014                | Sud Àfrica    | Johannesburg        | Rea Vaya                             | Phase IB                                              | 16.7                   | 2014             | 61.1            | Bronze        | 33         | 8.0             | 7.6                    | 8.0                           | 2.0                             | 7.0                                |
| 2016                | Corea del Sud | Sejong              | Sejong Express Intercity (B0)        | Express Intercity                                     | 23.4                   | 2022             | 75.3            | Plata         | 26         | 8.0             | 8.0                    | 4.0                           | 6.3                             | 0.0                                |
| 2014                | Corea del Sud | Seül                | Sense nom                            | Cheonho-Daero - West                                  | 5.4                    | 2014             | 51.0            | BRT Bàsic     | 22         | 8.0             | 8.0                    | 0.0                           | 6.0                             | 0.0                                |
| 2014                | Corea del Sud | Seül                | Sense nom                            | Susack BRT                                            | 20.0                   | 2014             | 53.0            | BRT Bàsic     | 22         | 8.0             | 8.0                    | 0.0                           | 6.0                             | 0.0                                |
| 2014                | Corea del Sud | Seül                | Sense nom                            | Gangnam-Daero                                         | 4.7                    | 2014             | 51.0            | BRT Bàsic     | 22         | 8.0             | 8.0                    | 0.0                           | 6.0                             | 0.0                                |
| 2014                | Corea del Sud | Seül                | Sense nom                            | Gyeongin-ro                                           | 5.6                    | 2014             | 49.0            | BRT Bàsic     | 20         | 7.0             | 7.0                    | 0.0                           | 6.0                             | 0.0                                |
| 2014                | Corea del Sud | Seül                | Sense nom                            | Yeouidaebang-ro/Siheung-daero                         | 9.5                    | 2014             | 51.0            | BRT Bàsic     | 22         | 8.0             | 8.0                    | 0.0                           | 6.0                             | 0.0                                |
| 2014                | Corea del Sud | Seül                | Sense nom                            | Dongsomun-ro/Dobong-ro                                | 14.3                   | 2014             | 51.0            | BRT Bàsic     | 22         | 8.0             | 8.0                    | 0.0                           | 6.0                             | 0.0                                |
| 2014                | Corea del Sud | Seül                | Sense nom                            | Cheonho-Daero - East                                  | 9.2                    | 2014             | 53.0            | BRT Bàsic     | 20         | 5.0             | 8.0                    | 0.0                           | 7.0                             | 0.0                                |
| 2014                | Tailàndia     | Bangkok             | Bangkok BRT                          | Sathorn Station to Rama III Station                   | 11.5                   | 2014             | 59.1            | Bronze        | 32         | 4.1             | 8.0                    | 7.0                           | 6.0                             | 7.0                                |
| 2014                | Turquia       | Istanbul            | Metrobüs                             | Avcılar - Söğütlüçeşme                                | 52.0                   | 2015             | 70.0            | Plata         | 37         | 8.0             | 8.0                    | 7.0                           | 7.0                             | 7.0                                |
| 2013                | Anglaterra    | Cambridge           | Cambridgeshire Busway                | Route A                                               | 26.0                   | 2012             | 66.0            | Bronze        | 22         | 5.0             | 5.0                    | 0.0                           | 6.0                             | 6.0                                |
| 2013                | Estats Units  | Cleveland, OH       | Sense nom                            | Healthline                                            | 6.9                    | 2013             | 76.0            | Plata         | 29         | 7.0             | 7.0                    | 6.0                           | 3.0                             | 6.0                                |
| 2013                | Estats Units  | Eugene, OR          | Emerald Express (EmX)                | Green Line                                            | 12.5                   | 2013             | 55.0            | Bronze        | 20         | 4.0             | 4.0                    | 6.0                           | 0.0                             | 6.0                                |
| 2016                | Estats Units  | Hartford            | CTfastrak                            | Hartford-New Britain Busway                           | 15.0                   | 2016             | 79.2            | Plata         | 36         | 8.0             | 8.0                    | 5.6                           | 7.0                             | 7.0                                |
| 2013                | Estats Units  | Las Vegas, NV       | Sense nom                            | Strip & Downtown Express (SDX)                        | 2.0                    | 2013             | 54.0            | BRT Bàsic     | 23         | 6.0             | 6.0                    | 3.0                           | 3.0                             | 5.0                                |
| 2013                | Estats Units  | Los Angeles, CA     | Sense nom                            | Orange line                                           | 22.9                   | 2013             | 65.0            | Bronze        | 25         | 7.0             | 7.0                    | 6.0                           | 5.0                             | 0.0                                |
| 2013                | Estats Units  | Pittsburgh, PA      | Sense nom                            | Martin Luther King Jr. East Busway                    | 15.0                   | 2013             | 56.0            | Bronze        | 20         | 7.0             | 7.0                    | 0.0                           | 6.0                             | 0.0                                |
| 2013                | Estats Units  | Pittsburgh, PA      | Sense nom                            | West Busway                                           | 8.1                    | 2013             | 51.0            | BRT Bàsic     | 20         | 7.0             | 7.0                    | 0.0                           | 6.0                             | 0.0                                |
| 2013                | Estats Units  | Pittsburgh, PA      | Sense nom                            | South Busway                                          | 7.0                    | 2013             | 50.0            | BRT Bàsic     | 20         | 7.0             | 7.0                    | 0.0                           | 6.0                             | 0.0                                |
| 2016                | Estats Units  | Richmond            | GRTC                                 | Pulse                                                 | 4.2                    | 2019             | 56.6            | Bronze        | 32         | 4.0             | 8.0                    | 7.0                           | 5.6                             | 7.0                                |
| 2014                | Estats Units  | San Bernardino      | sbX                                  | E Street                                              | 8.3                    | 2014             | 63.0            | Bronze        | 32         | 8.0             | 8.0                    | 7.0                           | 2.0                             | 7.0                                |
| 2014                | Veneçuela     | Caracas             | BusCaracas                           | Línea 7                                               | 5.2                    | 2014             | 72.0            | Plata         | 37         | 7.0             | 8.0                    | 8.0                           | 7.0                             | 7.0                                |